# Geotrogus crassus
Geotrogus crassus är en skalbaggsart som beskrevs av Leon Fairmaire 1860. Geotrogus crassus ingår i släktet Geotrogus och familjen Melolonthidae. Inga underarter finns listade i Catalogue of Life.